# التدخل الروسي في استفتاء بريكست لعام 2016
ما يزال التدخل الروسي في استفتاء بريكسيت عام 2016 غير مثبت لكن يوجد عدة مصادر تقول إن هناك أدلة تثبت أن روسيا حاولت إقناع الشعب البريطاني بمغادرة الاتحاد الأوروبي. تجري كل من اللجنة الانتخابية البريطانية، ولجنة اختيار الثقافة في البرلمان البريطاني، ولجنة الأمن والاستخبارات ومجلس الشيوخ الأمريكي تحقيقًا في ذلك. لم يتناول «التقرير الروسي»، الذي نشرته لجنة الاستخبارات والأمن في البرلمان في يوليو 2020، حملة بريكسيت على وجه التحديد، لكنه خلص إلى أن التدخل الروسي في السياسات البريطانية هو أمر اعتيادي. وجد أيضًا أدلة قوية أنه كان هناك تدخل في استفتاء استقلال اسكتلندا في عام 2014، بمحاولة لتحصيل تصويت يميل لصالح الانقسام.

## الخط الزمني

### خلفية
بعد استفتاء بقاء المملكة المتحدة في الاتحاد الأوروبي لعام 2016 المتعلق بمغادرة المملكة المتحدة للاتحاد الأوروبي («بريكسيت»)، قال رئيس الوزراء ديفيد كاميرون إن روسيا «يمكن أن تكون سعيدة» بنتيجة تصويت إيجابية في بريكسيت. اتهمت حملة ريمين الرسمية الكرملين بالدعم السري لتصويت إيجابي في بريكسيت.

### قبل التصويت
- 22 يوليو، 2014: ينصح لورنس ليفي، محامٍ في شركة بريسويل وغيلياني، الوريثة الأمريكية ريبيكا ميرسر، والمدير التنفيذي الإعلامي الأمريكي ستيف بانون ورجل الأعمال البريطاني ألكسندر نيكس بشأن شرعية شركتهم كامبريدج أنالتيكا كونها منخرطة في الانتخابات الأمريكية. ينصح ألا يشترك نيكس وأي مواطن أجنبي لا يملك بطاقة خضراء تفيد بعمله في الشركة في أي قرارات بشأن أعمال تقوم بها الشركة لأي عملاء متعلقين بالانتخابات الأمريكية. نصح نيكس أيضًا بأن ينحي نفسه من أي تدخل بأعمال الشركة المتعلقة بالانتخابات الأمريكية لأنه ليس مواطنًا أمريكيًا.[8][9]
- 26-27 سبتمبر، 2015: خلال المؤتمر السنوي لحزب استقلال المملكة المتحدة (يو كي آي بّي) في مضمار سباق الخيل في دونكاستر، يلتقي الناشط السياسي البريطاني آندي ويغمور بألكسندر يودود، وهو دبلوماسي روسي وهو ضابط استخبارات روسي مشتبه به، وكان من المقرر طرده من المملكة المتحدة انتقامًا منه لتسميم سيرجي ويوليا سكريبال. في أكتوبر، يرتب يودود غداءً في شهر نوفمبر لويغمور، ورجل الأعمال البرطاني آرون بانكس، والسفير الروسي في لندن، ألكسندر ياكوفينكو.[10][11][12]
- 24 أكتوبر، 2015: يرسل آرون بانكس بريدًا إلكترونيًا إلى ستيف بانون وآخرين يطلب فيه المساعدة في جمع التبرعات في الولايات المتحدة لحملة ليف.إي يو من كامبريدج أناليتيكا، حيث يشغل بانون منصب نائب الرئيس. تعد مشاركة المساهمين الأجانب في الحملات السياسية البريطانية غير قانونية. يخضع بانكس لتحقيق جنائي في عام 2018 ويعود ذلك جزئيًا إلى أسئلة متعلقة بمصادر تمويل ليف. إي يو.[13][14]
- 6 نوفمبر، 2015: يتناول ويغمور وبانكس الغداء مع ياكوفينكو في مقر إقامة السفير في لندن؛ ويطلعونه على بريكسيت. يقول ويغمور لصحيفة واشنطن بوست في مقابلة له في يونيو، 2018، إن هدفه من اللقاء كان مناقشة إيجاد مشتري لمزرعة الموز في بيليز.[10][11]
- 17 نوفمبر، 2015: آندي ويغمور، وبانكس والمديرة التنفيذية لشركة كامبربيدج أناليتيكا بريتني كايزر يطلقون حملة ليف.إي يو.[15][16] يعرف ياكوفينكو كل من ويغمور وبانكس على النخبوي الروسي سيمان بوفارينكين، وتشير الوثائق المتعلقة بالاجتماع إلى أنه قد عُرض على بانكس صفقات عمل، وذلك وفقًا لتقارير صحيفة الغارديان منذ عام 2018.[15]
- مارس، 2016: صرح فيليب هاموند، وزير الدفاع السابق ووزير الخارجية (وزير الخزانة)، في خطاب له إن «البلد الوحيد الذي يرغب بأن نغادر الاتحاد الأوروبي هي روسيا».[17]